# Murillo Family-observatorium
Het Murillo Family-observatorium (Engels: Murillo Family Observatory) is een Amerikaans observatorium voor onderwijs- en onderzoeksdoeleinden. Het is verbonden aan de California State University - San Bernardino en bevindt zich op Badger Hill, in het noordelijke deel van de campus.
Het observatorium is het nieuwste onderzoeksobservatorium in het Inland Empire en in het California State University-systeem. Er zijn twee telescopen, waarvan één hoofdzakelijk voor dag gebruik en een voor nachtgebruik. Daarnaast is er ook een uitkijkplatform en zijn er klaslokalen voorzien. De faciliteiten kunnen zowel gebruikt worden voor academische doeleinden als door de gemeenschap. Er worden allerlei evenementen georganiseerd voor de gemeenschap.
In 2011 werd de bouw van het Murillo Family-observatorium voltooid. Het observatorium is genoemd naar de familie van George en Pauline Murillo, belangrijke sponsoren van het project.